# Berlin–Leipzig 1951
Berlin–Leipzig 1951 war die 24. Austragung des seit 1920 ausgefahrenen deutschen Eintagesrennens Berlin–Leipzig. Es fand am 25. März statt und führte von Berlin in die sächsische Metropole Leipzig.

## Rennverlauf
In der Summe aller Altersklassen hatte 410 Radrennfahrer für den Wettbewerb gemeldet. Die Organisation hatte die BSG Stahl Südost Leipzig übernommen. Gestartet wurde in der Puschkinallee im Bezirk Treptow, das Ziel befand sich in der Lindenallee in Leipzig. Es war das erste Auswahlrennen zur Bildung der Nationalmannschaft der DDR. Der Vorjahressieger Max Bartoskiewicz war nicht am Start, alle anderen Spitzenfahrer waren dabei. Gerhard Bolte bestritt nach seiner Reamateurisierung sein erstes Rennen. Die Vorgaben für die Leistungsklassen II und III betrugen zehn und zwei Minuten. Feuchtes Wetter und teilweise Schneefall begleiteten die Fahrer in der ersten Rennhälfte.
Vor Wittenberg wurden die Vorgabefahrer eingeholt. Drei Kilometer vor dem Ziel bildeten noch sieben Fahrer eine Kopfgruppe. Den Endspurt gewann Kirchhoff sicher. Die Mitfavoriten Lothar Meister I (9.) und Bernhard Trefflich (11.) kamen in der Verfolgergruppe an.

## Ergebnis
|     | Fahrer           | Verein/Ort                 | Zeit (h) |
| --- | ---------------- | -------------------------- | -------- |
| 01. | Rudi Kirchhoff   | RV Semper Berlin           | 5:11:00  |
| 02. | Paul Dinter      | BSG Motor Mittenwalde      | 5:11:00  |
| 03. | Heinz Gleinig    | BSG Einheit Berliner Bär   | 5:11:00  |
| 04. | Horst Gaede      | BSG Aufbau Börde Magdeburg | 5:11:00  |
| 05. | Werner Gräbner   | RV Semper Berlin           | 5:11:00  |
| 06. | Werner Fritzsche | BSG Motor Chemnitz-Siegmar | 5:11:00  |
| 0 … |                  |                            |          |